# Quito Open 1982
Il Quito Open 1982 è stato un torneo di tennis giocato sulla terra rossa. È stata la 4ª edizione del Quito Open che fa del Volvo Grand Prix 1982. Si è giocato a Quito in Ecuador dall'1 al 6 novembre 1982.

## Campioni

### Singolare
Andrés Gómez ha battuto in finale  Loïc Courteau con il punteggio di 6–3, 6–4

### Doppio
Jaime Fillol /  Pedro Rebolledo hanno battuto in finale  Egan Adams /  Rocky Royer con il punteggio di 6–2, 6–3